# Reichsstatthalter
O Reichsstatthalter (alemão: [ˈʁaɪçsˌʃtathaltɐ], tenente imperial) foi um título usado no Império Alemão e mais tarde na Alemanha Nazista.

## Statthalter des Reiches(1879-1918)

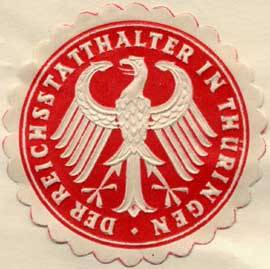
Império Alemão

O cargo de Statthalter des Reiches (também conhecido como Reichsstatthalter) foi instituído em 1879 pelo Império Alemão para as áreas da Alsácia (Elsaß) e Lorena (Lothringen) que a França havia cedido à Alemanha após a Guerra Franco-Prussiana. Era uma forma de governo que deveria existir enquanto a Alsácia-Lorena se tornasse um estado federal do Império. Foi abolido quando a Alsácia-Lorena foi, por sua vez, cedida de volta à França depois que a Alemanha perdeu a Primeira Guerra Mundial.
| 1 de outubro de 1879 - 17 de junho de 1885    | Edwin von Manteuffel (1809–1885)                            |
| 17 de junho de 1885 - 5 de novembro de 1885   | Karl von Hofmann (1827–1910)                                |
| 5 de novembro de 1885 - 29 de outubro de 1894 | Hermano Ernesto IV de Hohenlohe-Langemburgo (1819–1901)     |
| 5 de novembro de 1894 - 31 de outubro de 1907 | Chlodwig, Príncipe de Hohenlohe-Schillingsfürst (1832–1913) |
| 21 de novembro de 1907 - abril de 1914        | Karl von Wedel (1842–1919)                                  |
| 1 de maio de 1914 - 14 de outubro de 1918     | Johann von Dallwitz (1855–1919)                             |
| 22 de outubro a 12 de novembro de 1918        | Rudolf Schwander (1868–1950)                                |

## Alemanha Nazista

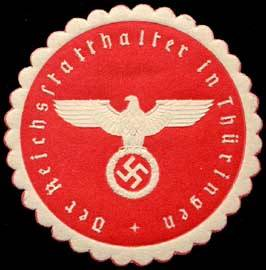
Alemanha Nazista

Os estados da Alemanha durante a República de Weimar. Waldeck-Pyrmont ingressou na Prússia em 1929; o Território da Bacia do Sarre foi um protetorado da Liga das Nações até 1935, Danzig era uma cidade-estado independente da Alemanha.

Durante o Terceiro Reich, os nazistas recriaram o cargo de Reichsstatthalter (Governador do Reich ou Deputado do Reich) para obter controle direto sobre todos os estados (exceto a Prússia) depois de vencer as eleições gerais de 1933. Seus governos estaduais e parlamentos independentes foram sucessivamente abolidos, e o governo do Reich assumiu o controle direto em um processo chamado Gleichschaltung ("coordenação"). O governo da Prússia já havia sido assumido pelo Reich um ano antes no Preußenschlag sob o chanceler Franz von Papen.
Duas semanas após a aprovação da Lei de Concessão de Plenos Poderes de 1933, que efetivamente fez de Adolf Hitler o Führer da Alemanha, o governo nazista emitiu a "Segunda Lei sobre a Coordenação dos Estados com o Reich" (Zweites Gesetz zur Gleichschaltung der Länder mit dem Reich) em 7 de abril de 1933. Esta lei implantou um Governador do Reich em cada um dos 17 estados da Alemanha. Os governadores do Reich receberam a tarefa de supervisionar o cumprimento das diretrizes políticas de Hitler nos estados. De fato, a lei exigia que cumprissem "a política geral do chanceler". Na prática, eles agiam com total autoridade sobre os governos estaduais. As principais autoridades dos governadores residem em:
- nomear e destituir o ministro-presidente do estado
- dissolver o parlamento estadual e convocar novas eleições
- emitir e anunciar leis estaduais
- nomear e demitir importantes agentes e juízes do estado
- conceder anistia

Na Prússia, o maior dos estados alemães, Hitler assumiu o controle direto, nomeando-se como Reichsstatthalter . No entanto, ele delegou sua autoridade a Hermann Göring, que havia sido empossado como Ministro Presidente da Prússia sem eleição. As províncias prussianas eram administradas por um Oberpräsident, geralmente o Gauleiter local.

### Lei sobre a Reconstrução do Reich (1934)
A Lei sobre a Reconstrução do Reich (Gesetz über den Neuaufbau des Reichs) foi aprovada em 30 de janeiro de 1934; desfederalizou formalmente o Reich pela primeira vez em sua história. No entanto, a Alemanha tornou-se efetivamente um estado altamente centralizado com a aprovação da Lei de Habilitação e a nomeação dos Governadores do Reich. Os parlamentos estaduais foram abolidos e seus poderes soberanos foram transferidos para o governo do Reich. Os Governadores do Reich foram responsabilizados perante o Ministro do Interior do Reich, Wilhelm Frick. Para todos os efeitos, os estados foram reduzidos a províncias.

### Lei dos Governadores do Reich (1935)
A Lei dos Governadores do Reich (Reichsstatthaltergesetz) de 30 de janeiro de 1935 designou formalmente os Governadores do Reich como representantes do governo do Reich, encarregados de zelar pela execução das diretrizes políticas de Hitler. Receberam autoridade para “informar” as autoridades provinciais sobre estas orientações, bem como as medidas necessárias para as cumprir. Na prática, o Führerprinzip quis dizer que essa "informação" equivalia a uma ordem.
O Reichsstatthalter agora também tinha o poder de assumir todas as funções do governo estadual e também nomeava os prefeitos de todas as vilas e cidades com população inferior a 100.000. Isso teve o efeito de dar ao Ministério do Interior do Reich controle quase total sobre o governo local. O Ministro do Interior nomeava diretamente os prefeitos de todas as cidades com população superior a 100.000 habitantes (embora Hitler se reservasse o direito de nomear os prefeitos de Berlim e Hamburgo se julgasse necessário) e, como mencionado acima, os governadores do Reich eram responsáveis perante ele.

### Anschluss

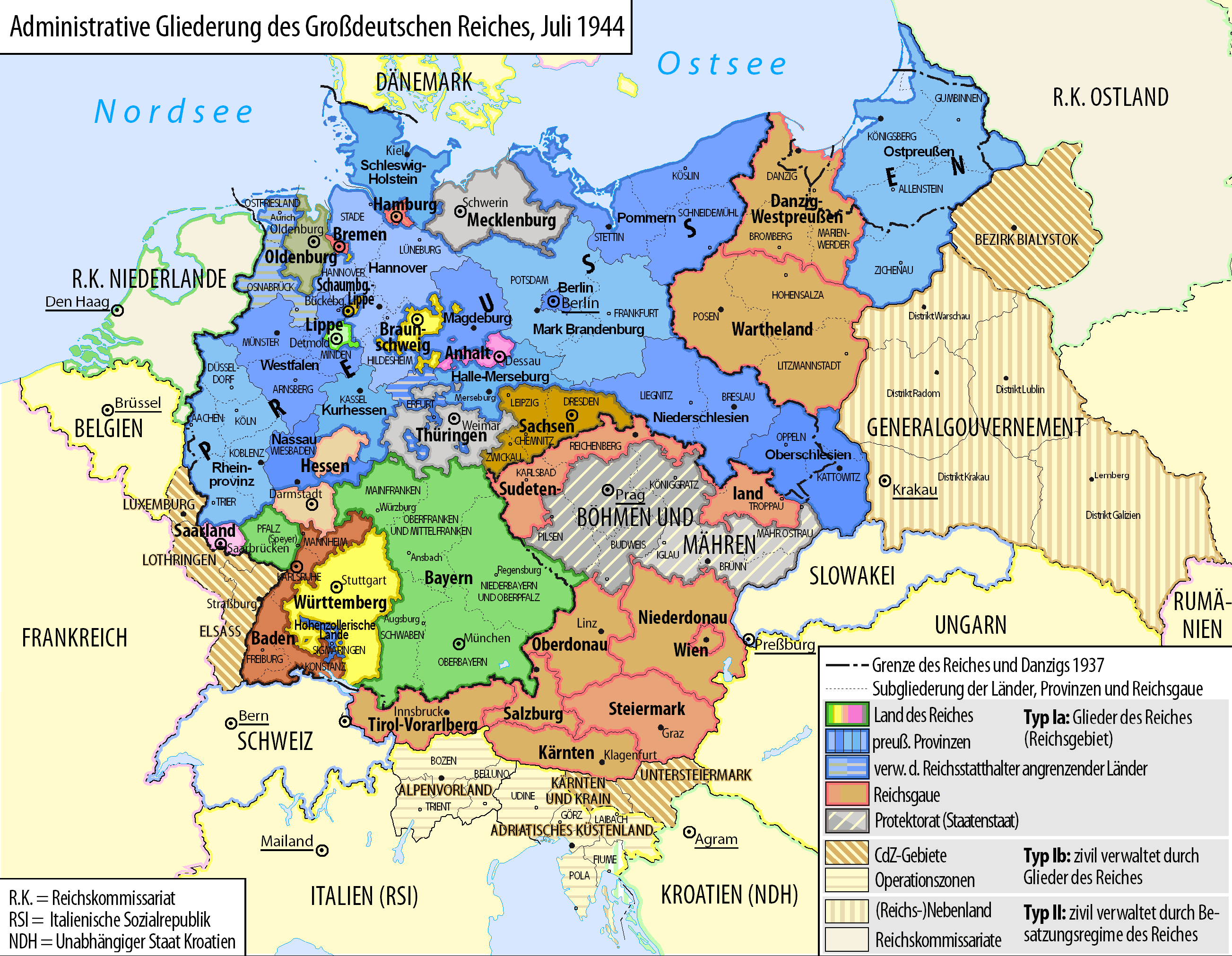
Os estados (de fato abolidos) e áreas anexadas da Alemanha nazista, 1944.

Após o Anschluss ("união") da Áustria com a Alemanha, seu último chanceler pré-Anschluss, Arthur Seyss-Inquart, tornou-se seu primeiro Reichsstatthalter e Führer der Österreichischen Landesregierung (líder do governo do estado austríaco) de 15 de março de 1938 a 30 de abril de 1939. Além disso, Josef Bürckel foi nomeado Reichskommissar für die Wiedervereiningung Österreichs mit dem Deutschen Reich (Comissário do Reich para a Reunificação da Áustria com o Reich Alemão) de 23 de abril de 1938 a 31 de março de 1940. Nesse ponto, cada constitutivo (com algumas diferenças nas fronteiras, por exemplo, Burgenland foi dividido) foi colocado sob a administração de seu próprio Reichsstatthalter.
| Statthalter                                         | Assento    | Titular                                                    | Data da Nomeação                                                   |
| --------------------------------------------------- | ---------- | ---------------------------------------------------------- | ------------------------------------------------------------------ |
| Anhalt - Brunswick (Braunschweig)                   | Dessau     | - Wilhelm Friedrich Loeper - Fritz Sauckel - Rudolf Jordan | - 5 de maio de 1933 - 29 de novembro de 1935 - 19 de abril de 1937 |
| Baden                                               | Karlsruhe  | Robert Heinrich Wagner                                     | 5 de maio de 1933                                                  |
| Baviera                                             | Munique    | Franz Ritter von Epp                                       | 10 de abril de 1933                                                |
| Hamburgo                                            | Hamburgo   | Karl Kaufmann                                              | 16 de maio de 1933                                                 |
| Hesse                                               | Darmstadt  | Jakob Sprenger                                             | 5 de maio de 1933                                                  |
| Lippe (Schaumburg-Lippe)                            | Detmold    | Alfred Meyer                                               | 16 de maio de 1933                                                 |
| Mecklenburg-Schwerin (Mecklenburg-Strelitz, Lübeck) | Schwerin   | Friedrich Hildebrandt                                      | 26 de maio de 1933                                                 |
| Oldemburgo (Bremen)                                 | Oldemburgo | - Carl Roverer - Paul Wegener                              | - 5 de maio de 1933 - 27 de maio de 1942                           |
| Prússia (Preußen)                                   | Berlim     | - Adolf Hitler - Hermann Göring                            | - 25 de abril de 1933 - 30 de janeiro de 1935                      |
| Saxônia (Sachsen)                                   | Dresden    | Martin Mutschmann                                          | 5 de maio de 1933                                                  |
| Turíngia (Thüringen)                                | Weimar     | Fritz Sauckel                                              | 5 de maio de 1933                                                  |
| Württemberg                                         | Estugarda  | Wilhelm Murr                                               | 5 de maio de 1933                                                  |

| Statthalter                                   | Assento     | Titular e datas no cargo |
| --------------------------------------------- | ----------- | --- |
| Sudetenland                                   | Reichenberg | Konrad Henlein: 1 de maio de 1939 – maio de 1945 |
| Wartheland                                    | Posen       | Arthur Greiser: 21 de outubro de 1939 - 23 de fevereiro de 1945 |
| Danzig-Prússia Ocidental (Danzig-Westpreußen) | Danzigue    | Albert Forster: 26 de outubro de 1939 - 2 de abril de 1945 |
| Caríntia (Kärnten)                            | Klagenfurt  | - Wladimir von Pawlowski: 1 de abril de 1940 - 27 de novembro de 1941 - Friedrich Rainer: 27 de novembro de 1941 - 7 de maio de 1945 (de abril de 1941, Chefe do Governo Civil da Baixa Caríntia e Alta Carníola; de 10 de setembro de 1943, também Comissário Especial para Adriatisches Küstenland, ou seja, o Litoral do Adriático do Norte) |
| Baixo Danúbio (Niederdonau)                   | Viena       | Hugo Jury: 1 de abril de 1940 - 8 de maio de 1945 |
| Salzburgo                                     | Salzburgo   | - Friedrich Rainer: 1 de abril de 1940 - 29 de novembro de 1941 - Gustav Adolf Scheel : 29 de novembro de 1941 - 4 de maio de 1945 |
| Estíria (Steiermark)                          | Graz        | Siegfried Uiberreither: 1 de abril de 1940 – 8 de maio de 1945 |
| Tirol-Vorarlberg (Tirol-Vorarlberg)           | Innsbruck   | Franz Hofer: 1 de abril de 1940 - 3 de maio de 1945 (a partir de 10 de setembro de 1943, também Comissário Especial para Zona operacional do sopé dos Alpes, ou seja, Tirol do Sul Italiano-Belluno, Bozen (Bolzano) e Trentino quando integrados no Tirol)                                                                                     |
| Alto Danúbio (Oberdonau)                      | Linz        | August Eigruber: 1 de abril de 1940 – 5 de maio de 1945 |
| Viena (Wien)                                  | Viena       | - Josef Bürckel: 1 de abril de 1940 - 10 de agosto de 1940 - Baldur von Schirach: 10 de agosto de 1940 - 12 de abril de 1945 |
| Westmark (Palatinado, Sarre e Lorena)         | Saarbrücken | - Josef Bürckel: 11 de março de 1941 – 28 de setembro de 1944 - Willi Stöhr: 29 de setembro de 1944 – 21 de março de 1945 |